# Station Iłowo
 Station Iłowo  is een spoorwegstation in de Poolse plaats Iłowo-Osada.